# Museo della Resistenza di Sansepolcro
Il Museo della Resistenza di Sansepolcro è stato fondato nel 1977 come centro studi e documentazione sulla Resistenza.
Possiede al suo interno una biblioteca composta da circa 2500 volumi di storia locale, contemporanea e resistenziale, una vasta raccolta di documenti del periodo 1920-1945, un'emeroteca che raccoglie serie complete di riviste del periodo fascista e postbellico.
Sono conservati al museo, inoltre, una collezione di armi leggere della Seconda guerra mondiale, per lo più provenienti dallo Stabilimento Militare di Terni, e varia oggettistica dell'epoca donata da privati cittadini. Nel museo è presente anche materiale proveniente dal Campo di internamento fascista di Renicci e un plastico che riproduce la planimetria dello stesso campo, realizzato dagli studenti del locale Istituto d'Arte.
Negli ultimi anni è stato acquisito un corpus documentario sul fenomeno concentrazionistico e sono stati avviati progetti di collaborazione con altri istituti impegnati nello studio dell'internamento.
Sono infine presenti una nastroteca che raccoglie canti resistenziali e testimonianze, fotografie d'epoca e una raccolta di quadri sul tema della Resistenza.
Tra le iniziative promosse dal Museo della Resistenza di Sansepolcro nell'ambito della conservazione e dell'approfondimento della storia locale vi è la ristampa anastatica di alcuni testi oggi disponibili per la consultazione.